# Eulàlia Valldosera
Eulàlia Valldosera i Guilera, appelée couramment Eulàlia Valldosera, née à Vilafranca del Penedès (province de Barcelone) en 1963, est une artiste visuelle contemporaine espagnole.
Se définissant comme « artiste et mystique activiste», elle est connue pour ses performances et ses installations qui donnent une large part à l'interaction avec le public.

## Biographie
Eulàlia Valldosera commence sa formation artistique aux beaux-arts de Barcelone, à l'école de la Llotja. Elle poursuit ses études à Amsterdam en 1992 à l'Académie Gerrit Rietveld. Elle entame sa carrière artistique avec l'œuvre intitulée El melic del món (Le nombril du monde) en 1991.

Alors que l'époque connaît une marchandisation de l'art - sous forme de tableaux et d'objets - sans précédent, Valldosera décide de donner un rôle essentiel à l'action et à la participation du public qui doit intervenir dans la performance. Selon elle, ce qui est essentiel est le souvenir qui demeure et la mémoire du moment. Ainsi, Valldosera crée la série d'installations intitulée Aparences. Cette création se poursuit de 1992 jusqu'en 2006.

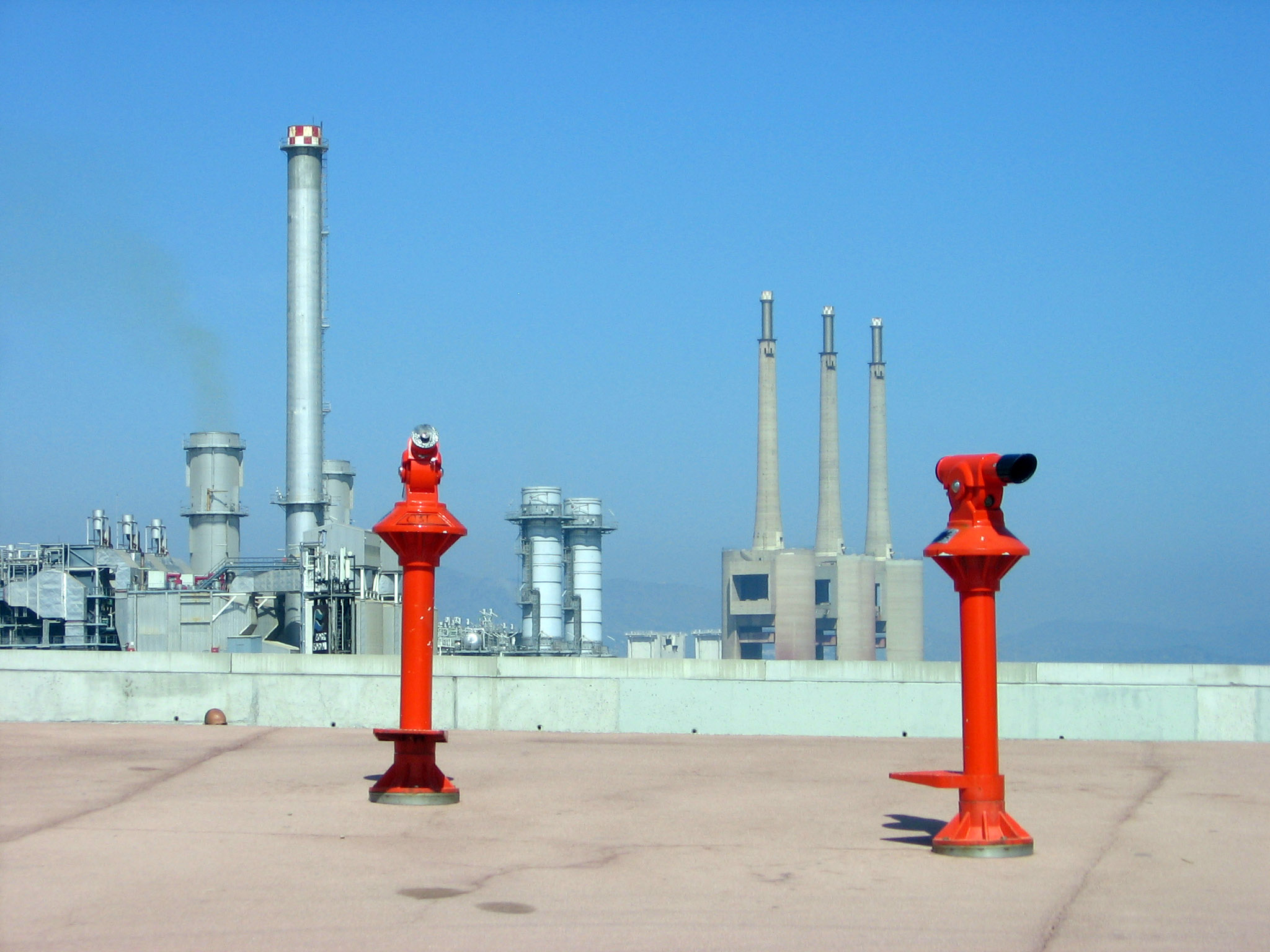
Aquí hay tomate d'Eulàlia Valldosera (2004), parc del Fòrum de Barcelone, devenue attraction touristique.

C'est dans ce contexte qu'elle rejoint le projet du Forum universel des cultures qui se tient à Barcelone en 2004.
Elle créé alors l'installation Aquí hay tomate (« Il se passe un truc »). Conçue comme éphémère, l’œuvre est conservée après l'événement, dans le parc del Fòrum, nouvel espace urbain du nord de la ville.
En 2008, elle propose le projet Dependències (Dépendances), où les installations prennent un caractère cinématographique et où la participation du public est primordiale.
Elle enchaîne, depuis, de nombreuses expositions à travers le monde, qui présentent notamment ses vidéos artistiques et ses installations.
Elle participe en 2022 aux recherches sur Picasso et sa relation avec les femmes, avec le Musée Picasso de Barcelone, l'Université Autonome de Barcelone et l'Université de Picardie-Jules Verne, en France.

## Distinctions
- Prix national des arts visuels (2001), gouvernement catalan.
- Prix national d'arts plastiques (2002), gouvernement espagnol.

## Expositions
- 1991: El melic del món à la galerie Antoni Estrany, Barcelone
- 1992: Vendatges dans la salle Montcada de la Fondation "La Caixa", Barcelone
- 1996: Manifiesta Y — Rotterdam
- 1997: 5e Biennale d'Istanbul
- 1997: 2e Biennale de Johannesbourg
- 1997: Twilight Zone — Skulptur Projekte, Münster (œuvre collective)
- 1998: Côté sud... Entschuldigung, Institut d'art contemporain, Villeurbanne (collectif)
- 1999: Exposition au Musée d'art contemporain de Montréal[7]
- 1999: Still life à la Villa Arson, Nice
- 2000: Still life à la galerie Joan Prats, Barcelone
- 2001: 49e Biennale de Venise (œuvre collective)
- 2004: 26e Biennale de São Paulo
- 2008: Objetos generados à l'Espai Visor, Valence
- 2009: Dependencias au Musée national centre d'art Reina Sofía, Madrid
- 2009: 10e Biennale de Lyon[8]
- 2013: Economia de l'atzar diví à la Fondation Joan-Miró, Barcelone
- 2019: Patriarcado (avec Cristina Lucas) au Musée Thyssen-Bornemisza, Madrid[9]
- 2020: Rétrospective vidéos, Centre d'art contemporain de Málaga[10]
- 2021: El període, installation au Vinseum de Vilafranca del Penedès[11]
- 2021: Desprogramar el drama au Musée d'art contemporain d'Alicante[12]
- 2022: Energías Vivas, sur plusieurs sites à Barcelone[13]